# Giovanni Grasso (1873-1930)
Giovanni Grasso (19 de diciembre de 1873 – 14 de octubre de 1930) fue un actor teatral y cinematográfico de nacionalidad italiana, activo en la época del cine mudo.

## Biografía
Nacido en Catania, Italia, es recordado como el más grande actor trágico siciliano y uno de los más importantes de Italia. Se inició en el teatro tradicional siciliano llamado Opera dei Pupi, y comenzó su carrera en el teatro convencional junto a Nino Martoglio. Junto al famoso escritor, y con una importante compañía teatral compuesta, entre otros, por Virginia Balistrieri, Angelo Musco, Rocco Spadaro, Giacinta Pezzana y Totò Majorana, interpretó diversas obras de éxito como Berretto a sonagli, Feudalesimo, Morte civile, Pietra su pietra, y Cavalleria rusticana, actuando en los teatros más importantes de Italia y en locales de España, América del Sur, Francia, Inglaterra, Alemania, Rusia y Estados Unidos. 
Grasso trabajó también en el cine mudo, siendo considerado un pionero a nivel internacional con la película dirigida por Nino Martoglio Sperduti nel buio.
Giovanni Grasso falleció en Catania, Italia, en 1930, a causa de un infarto agudo de miocardio. Era primo de otro actor de mismo nombre, Giovanni Grasso (1888-1963).

## Filmografía
- Zolfara (1912)
- Un amore selvaggio, de Raffaele Viviani (1912)
- Capitan Blanco, de Nino Martoglio (1914)
- Sperduti nel buio, de Nino Martoglio (1914)
- Muerte civil, de Mario Gallo (1918)
- ?, de Mario Gallo (1918)
- Cavalleria rusticana, de Mario Gargiulo (1924)